# Ломакин, Яков Миронович
Яков Миронович Ломакин (4 ноября 1904 — 16 августа 1958) — советский дипломат и журналист.

## Биография
Родился в 1904 году в селе Нижний Шибряй Борислоглебского уезда Тамбовской губернии.
В 12 лет окончил земскую школу и поступил учеником в кустарную сапожную мастерскую. В 1923 году приехал в Москву, где работал рабочим на стройке, затем на текстильной фабрике «Освобожденный труд», учился на вечернем рабфаке. В 1930 году принят на дневное отделение Московского текстильного института (МТИ). После окончания МТИ оставлен в аспирантуре.
В 1932 году вступил в ВКП(б).
С 1937 года — зав. отделом газеты «Легкая индустрия». В октябре 1938 года переведен в распоряжение ТАСС, вскоре направлен на курсы английского языка для корреспондентов ТАСС. Весной 1939 года направлен на работу редактором отделения ТАСС в Нью-Йорке, США. В мае 1941 года назначен вице-консулом СССР в Нью-Йорке.
В феврале 1942 года вступает в обязанности Генерального консула СССР в Сан-Франциско.
Во время Второй мировой войны принимал деятельное участие в отправке грузов по программе ленд-лиз, а также в сборе средств в помощь Красной Армии, осуществляемым Международным Комитетом Красного Креста, Русско-американским обществом и другими организациями.  Активное участие во многих мероприятиях принимала его жена. Особенно запомнилось встреченное овациями выступление Ольги Тимофеевны Ломакиной с речью перед двухтысячной аудиторией 19 марта 1944 года на собрании, организованном Русско-Американским Обществом. Это, пожалуй, единственное известное выступление жены советского (и современного русского) дипломата перед такой большой аудиторией.sk Вместе с прогрессивными деятелями культуры США выступал за открытие Второго Фронта. Этот период деятельности Ломакина хорошо освещён прессой, в книгах, а также в пьесе Кристофора Хэмптона «Сказки Голливуда». В Москве премьера «Сказок Голливуда» состоялась в Малом театре 22 февраля 1989 года.
Через месяц после открытия Второго фронта в июле 1944 года Ломакин отозван в Москву.
В Москве поступает в распоряжение отдела печати Наркоминдела, в 1946 году переименованного в МИД СССР. В составе делегированных дипломатов присутствовал при подписании Акта о военной капитуляции Германии, что отражено в кадрах кинохроники и фотографиях из газет и журналов.
В 1944 году награждён орденом «Знак Почёта», а в 1945 году — орденом Трудового Красного Знамени.
В марте 1946 года назначен Генеральным консулом СССР в Нью-Йорке. После войны отношения между СССР и США резко изменились. В этот дипломатический период совмещал обязанности Генерального консула в Нью-Йорке с работой в Организации Объединённых Наций (ООН) в качестве представителя СССР в подкомиссии по свободе информации и прессы, а также в подкомиссии по экономическим проблемам.

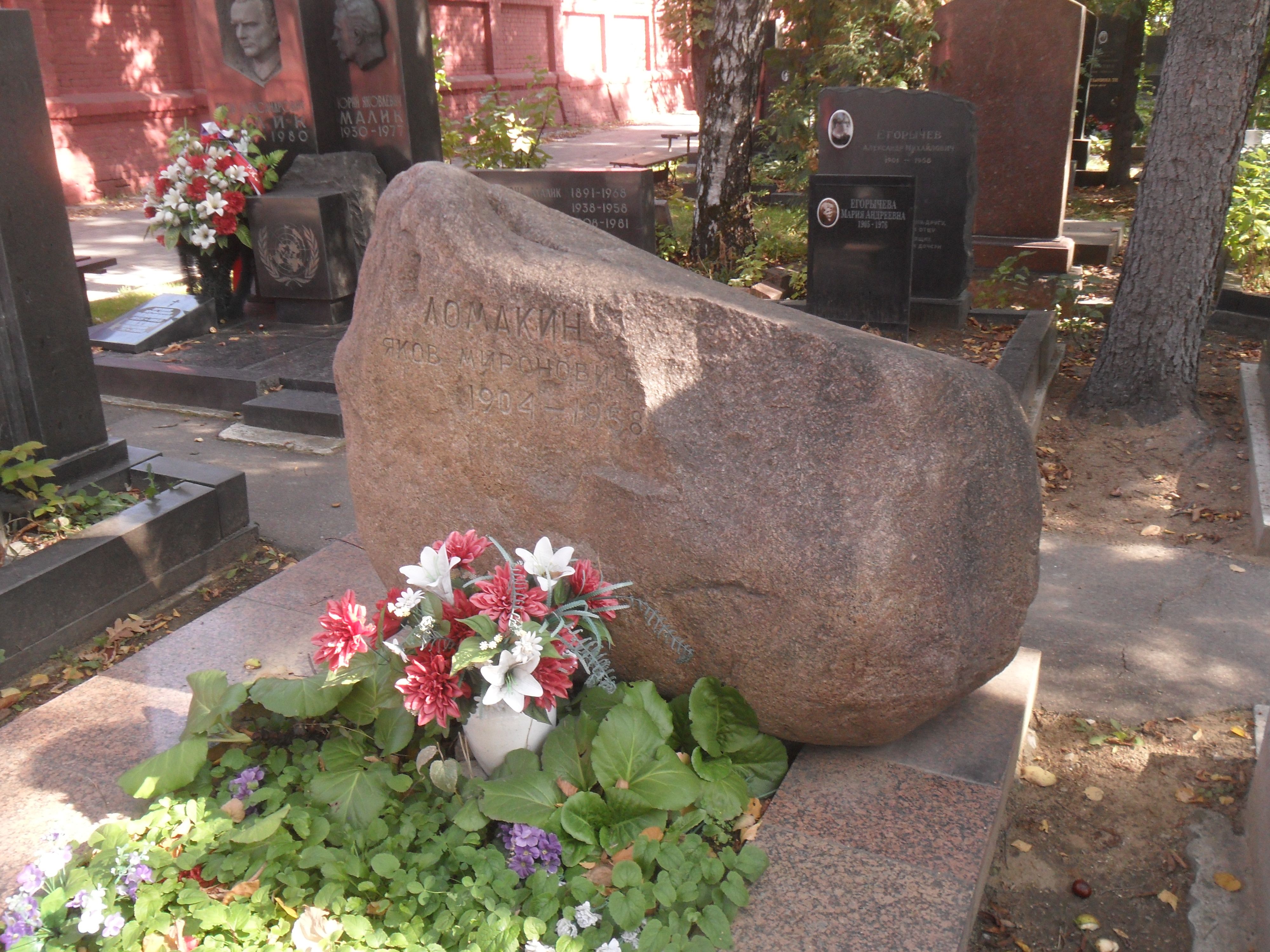
Могила Ломакина на Новодевичьем кладбище Москвы.

Блокада Берлина резко обостряет отношения между СССР и США. В августе 1948 года происходит скандальное «дело Касенкиной», в результате Ломакина объявляют персоной нон грата. В ответ на это СССР прекращает переговоры по Берлину и закрывает свои Консульства в Нью Йорке и Сан-Франциско.
Консульские отношения СССР-США были восстановлены лишь через 24 года, в 1972 году.
1949—1953 — заместитель заведующего отделом внешней политики ЦК КПСС.
1953—1956 — советник-посланник посольства СССР в КНР.
1956—1958 — советник отдела Международных организаций МИД СССР.
Умер в 1958 году. Похоронен на Новодевичьем кладбище.

## Награды
- Орден Трудового Красного Знамени (05.11.1945)
- Орден «Знак Почёта» (03.11.1944)
- Медаль «За трудовую доблесть»